# Sugkolv

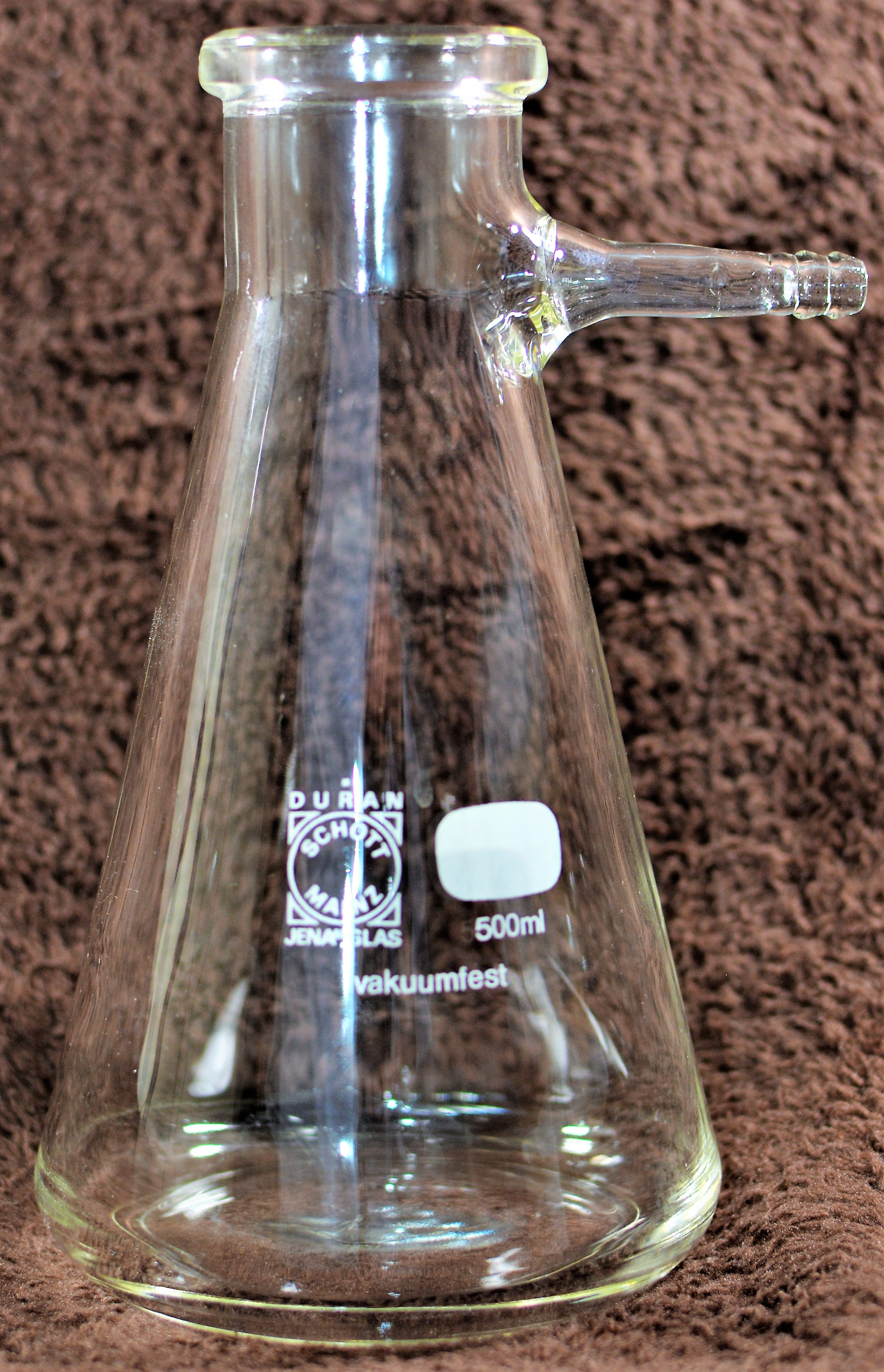
Sugkolv.

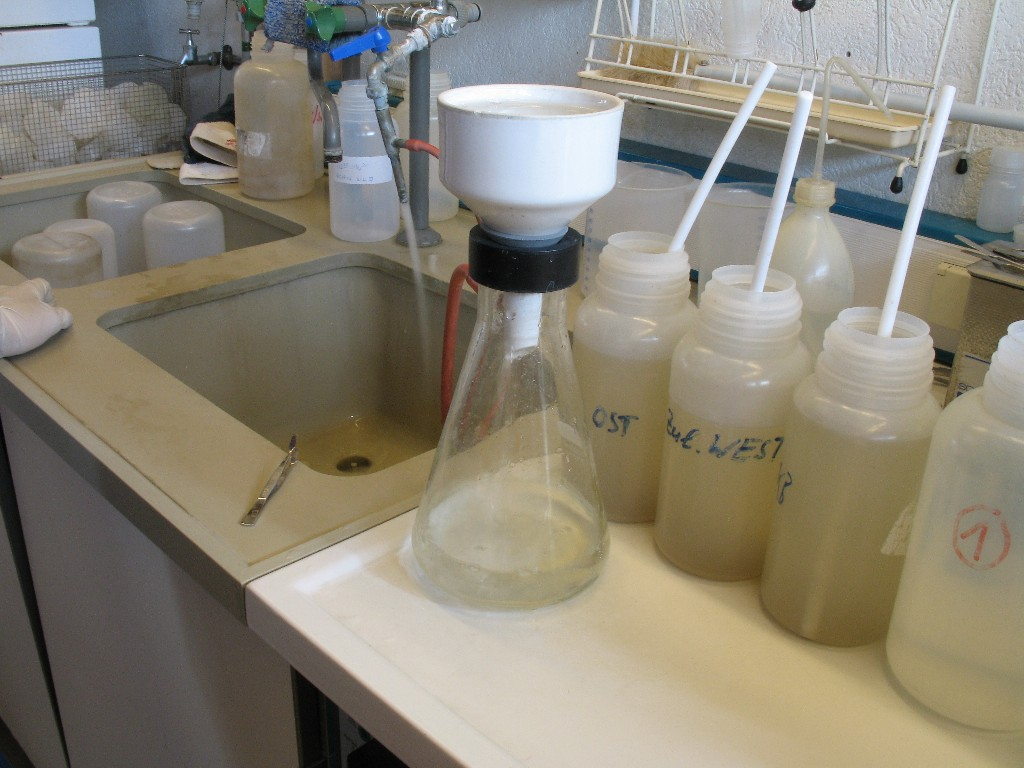
Sugfiltrering pågår. En Büchnertratt i en sugkolv som är ansluten med en slang till en vattensug.

En sugkolv är en kolv som används vid sugfiltrering för att samla upp filtratet. Den liknar en Erlenmeyerkolv ("E-kolv"), men är gjord av tjockare glas (för att motstå undertrycket) och har ett anslutningsrör på halsen. Till röret fästs en slang, vars andra ände går till en vakuumpump eller vattensug. I kolvens hals sätter man en gummipackning och i denna en Büchnertratt eller glasfilterdegel.